# پانتلیس کافس
پانتلیس کافس (یونانی: Παντελής Καφές؛ زادهٔ ۲۴ ژوئن ۱۹۷۸) یک بازیکن فوتبال اهل یونان است.
از باشگاه‌هایی که در آن بازی کرده‌است می‌توان به المپیاکوس، باشگاه فوتبال آ.ا.ک آتن، و پائوک اشاره کرد.
وی همچنین در تیم ملی فوتبال یونان بازی کرده‌است.